# فك تعديل

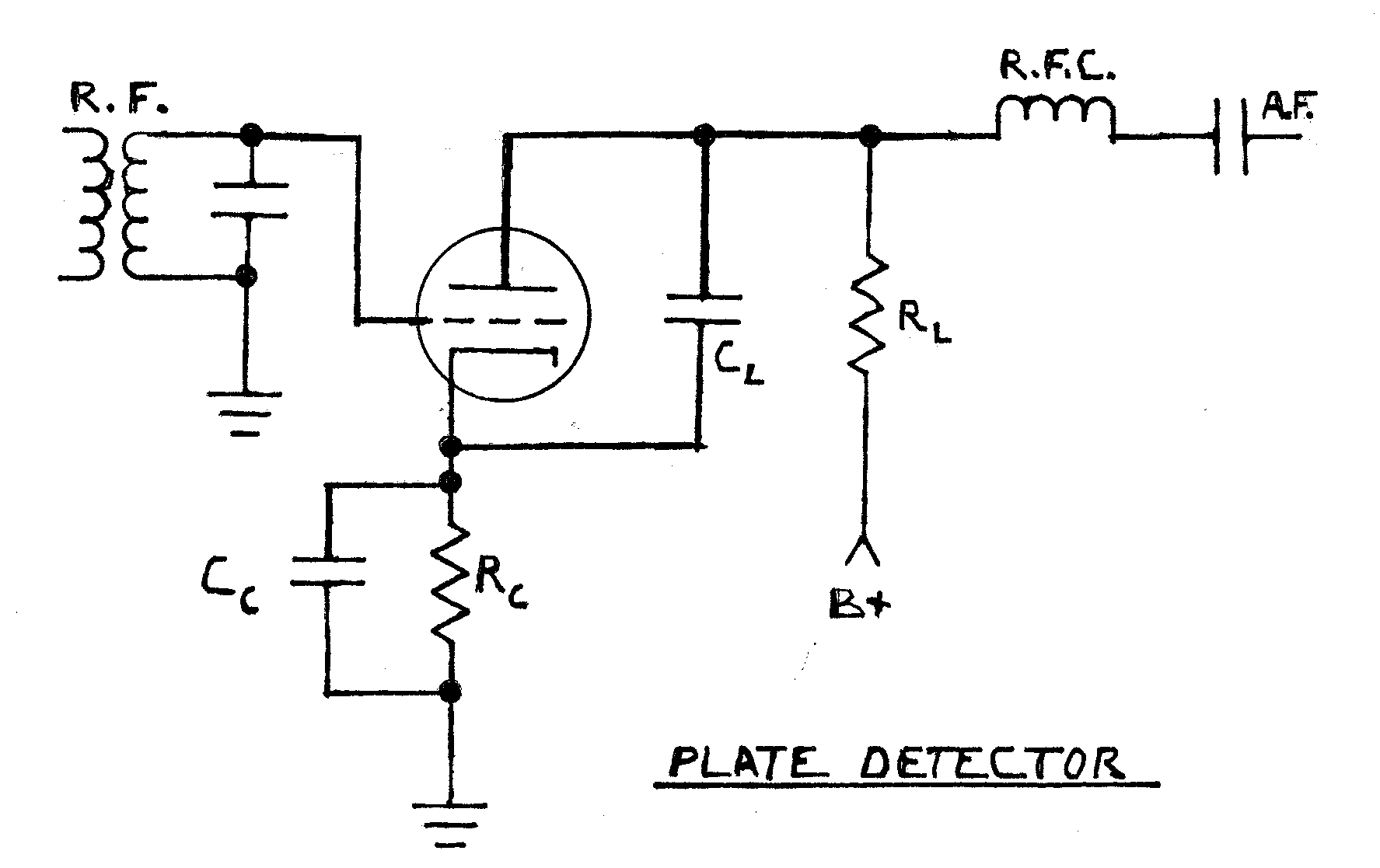
رسم تخطيطي لدائرة الأنبوب المفرغ لإجراء الكشف عن طريق جهد الشبكة غير الخطي مقابل وظيفة نقل تيار اللوحة للأنبوب المفرغ

فك أو كشف التعديل أو الزَّضْمَنَة (نحت: إزالة تضمين) يستخرج الإشارة الأصلية الحاملة للمعلومات من الموجة الحاملة. كاشف التعديل أو المُزَضمن هو دائرة إلكترونية (أو برنامج حاسوب في راديو معرف برمجيًا) تُستخدم لاستعادة محتوى المعلومات من موجة الناقل المعدلة. ثمة العديد من أنواع التعديل لذا ثمة أنواع عديدة من الكواشف. قد يمثل خرج الإشارة من مزيل التشكيل صوتًا (إشارة صوتية تماثلية) أو صورًا ( إشارة فِديُو تماثلية) أو بيانات رقمية.